# هينريتش نويمان
هينريتش نويمان (بالألمانية: Heinrich Neumann)‏ هو طبيب عسكري ألماني، ولد في 17 فبراير 1908 في برلين في ألمانيا، وتوفي في 19 مايو 2005 في دوسلدورف في ألمانيا.